# Robert-Marie-Eduardo Petiet
Robert-Marie-Eduardo Petiet, francoski general, * 1880, † 1967.